# Roodscheensprinkhaan
De roodscheensprinkhaan (Chorthippus pullus) is een rechtvleugelig insect uit de familie veldsprinkhanen (Acrididae). De wetenschappelijke naam van deze soort is voor het eerst geldig gepubliceerd in 1830 door Philippi.